# Undertaking
Az Undertaking egy magyar thrash metal együttes volt, amely Budapesten alakult 1988-ban. A Killan György (ének, gitár), Jakab Viktor (basszusgitár) és Esztári Imre (dobok) felállású zenekar mindössze egyetlen évig működött, mégis az 1980-as évek végén a hazai thrash metal mozgalom kiemelkedő csapata voltak. Az ország legnépszerűbb thrash metal klubját működtették Újpesten a Landler Jenő Művelődési Házban Thrash Mosh Club néven, ahol a klubestek állandó fellépői voltak. Az 1988 decemberében rögzített V12BB4U című hétszámos demót az együttes maga terjesztette. Dalaikat angol nyelvű szövegekkel írták, így a szocialista Magyarországon esélytelen volt, hogy hivatalosan lemezeik jelenhessenek meg. Hírneve és népszerűsége ellenére az Undertaking belső ellentétek miatt 1989 végén feloszlott. Utolsó koncertjüket Bécsben, a Rage előzenekaraként adták.
A zenekar történetét a Dudich Ákos – Jakab Viktor szerzőpáros a 2017-ben megjelent Undertaking – Thrash metal Magyarországon a rendszerváltás idején című könyvben dolgozta fel.

## Története

### Előzmények
Az ukrán származású Killan Kijevben született és nőtt fel, ahol zenei általános iskolába járt. Lakótelepi barátaival alakította meg élete első együttesét Children of Zeus néven. Szülei válása után édesanyja Magyarországra ment férjhez. Killan őt követve szintén Magyarországra költözött, és itt folytatta zenei pályafutását. Rövid ideig a Leopard együttes működésében vállalt szerepet, majd a Metal Corpus gitárosa lett Fejes „Pici” Zoltán, a Classica későbbi megalapítója oldalán. 1988-ban megjelentette az addig Magyarországon példa nélküli módon egyedül feljátszott, úgynevezett Killan-demót, ami a metalrajongók körében egyértelmű elismerést váltott ki. Már ezen a demón ott volt minden védjegy, ami később az Undertakinget is jellemezte: Killan komolyzenei hatásai vegyítve a Metallica, a Kreator és főleg a Slayer befolyásával. 
A demó megjelentetése után Killan zenésztársakat keresett. Először Jakab Viktor basszusgitáros csatlakozott hozzá, aki Miskolcon nőtt fel és 13 éves kora óta játszott a hangszeren. Jakab a miskolci Reaktor tagja volt korábban, majd a Közgazdasági Egyetem miatt költözött fel Budapestre, és egy meghallgatáson barátkozott össze Killannal. A felállás Esztári Imre dobossal vált teljessé, akit a Neckrofight együttesből csábítottak el. Esztári példaképe a Slayer dobos Dave Lombardo volt, akinek stílusát, játékintenzitását szinte tökéletesen elsajátította, így az országban az egyik legjobb thrash metal ütőssé vált. A trió az Undertaking nevet vette fel.

### Thrash Mosh Club

Az Undertaking Thrash Mosh Club logója

Az együttes próbahelyet és rendszeres fellépési lehetőséget talált Újpesten a Landler Jenő Művelődési Házban. Itt indították be Somogyi Péter "Manitou" vezetésével és Gürtler Zsolt "Gülü" segítségével az ország első thrash metal klubját, ahol a klubestek fő attrakciójának számító Undertaking koncertek előtt külföldi klipeket és komplett koncertvideókat vetítettek, metalmagazinokból állítottak össze hírblokkokat. A klub logóját Garamszegi Zoltán "Leó" rajzolta meg, aki ma már Zoltan Bathory néven az amerikai Five Finger Death Punch alapító gitárosaként ismert világszerte.
A Thrash Mosh Club színpadán az Undertaking előzenekaraként az akkori magyar thrash metal underground színe-java megfordult: Atomic, Pestilence, Almighty, The Bedlam, Beyond, Mirror. Az alkalmanként több mint 600 fős közönség az ország minden sarkából zarándokolt Újpestre, olyan híre volt a klubesteknek és az Undertaking koncertjeinek, akik műsorukban saját számaik mellett Slayer és S.O.D. feldolgozásokat is játszottak. 1989. április 1-jén szintén a Landlerben rendezték meg a negyedik 666 Fesztivált olyan fellépőkkel, mint a Lady Macbeth, a Diktátor, a Tormentor, a Stress, a holland Attila, és a programot záró Undertaking.
Magyarországon az Undertaking Budapesten kívül egyedül Miskolcon koncertezett, 1989. július 7-én, a miskolci Thrash Fesztiválon.

### V12BB4Ués aGarázs-válogatás
1988 decemberében az Undertaking Kijevbe utazott, hogy az ottani Állami Filmstúdióban rögzítse dalait a V12BB4U címet kapott demóhoz. A cím jelentése „We want to be before you”. A demóhoz hét dalt vettek fel a filmgyár nagyzenekarok számára kialakított hangstúdiójában. A Killan-demóról ismerős Victim of the Night és The Runner dalokat átdolgozott formában újrajátszották. Hazaérkezésük után 1989 januárjában kezdték terjeszteni a demót, amelyről később számos fanzine mellett a magyar Metal Hammer magazin első száma is közölt ismertetőt. A hangzás közel sem volt tökéletes, de Killan dalszerzői tehetsége és a zenekar technikás játéka így is élvezetessé tette a dalokat, és rögtön az underground élvonalába helyezte az Undertaking nevét. A kazettaborítóba a számok angol dalszövegeihez a magyar fordítást is mellékelték, hogy mindenki tudja, miről szólnak a dalok. Így például a Reactor No. 4 a csernobili atomerőmű-balesetről, a Viva Ceausescu a román kommunista diktátorról, a Cool Before Drinking pedig arról, hogy a vodka hidegen az igazi. Killan klasszikus zenei képzettségének bizonyítékaként a demón szerepel Johann Sebastian Bach Badineire című művének átdolgozása is. A kazettát koncerteken illetve postai úton terjesztették.
Az 1980-as évek végén a keményebb zenei stílusokban alkotó magyar underground zenekarok szinte egyetlen lehetősége bekerülni az állami médiába Nagy Feró Garázs című műsora volt a Petőfi Rádióban. Nagy Feró rengeteg kezdő rock/punk/metal együttesnek adott lehetőséget azzal, hogy dalaikat adásba tette. Az Undertakingtől a Reactor No. 4 került be rendszeresen a műsorba. Az 1989-ben megjelent első Garázs-válogatáson is szerepet kapott az együttes, de a kiadó hibát hibára halmozott velük kapcsolatban. A borítón se a zenekar nevét, se a dal címét nem sikerült helyesen feltüntetni. A Reactor No. 4 helyett a The Runner volt hallható a válogatáson az „Undertacking” együttestől.

### Belső feszültségek és feloszlás
Az együttes egy idő után úgy gondolta, hogy a koncerthangzás vastagítása és újabb dalszerző bevonása érdekében szükség lenne még egy gitárosra. Elsőként Szigeti Attilát keresték meg, de ő a Tormentor mellett nem akart egy újabb komoly elfoglaltságot. A következő választási lehetőség Rubcsics Richárd volt (Neckrofight, később Ossian), akivel próbáltak is együtt, de végül az akkor nagyon fiatal Rubcsics helyett inkább a veszprémi Mirror gitárosa, Mann László került képbe. Mann azonban hamarosan megbánta, hogy cserbenhagyta gyerekkori barátait, és elállt a lehetőségtől.
Killan egyre inkább úgy érezte, hogy nem csak a dalszerzés felelőssége nyomja a vállát, de a zenélés mellett egyetemi tanulmányaikra is koncentráló társait sem látta elég elkötelezettnek egy „főállású” együtteshez. Egy vezetőváltást követően a Landler Művházból is kirakták a zenekart, Killan pedig belefáradt, és bejelentette, hogy kiszáll. Az Undertaking 1989. október 13-án adta utolsó koncertjét, ami egyúttal a zenekar első külföldi fellépése is volt. Bécsben a Rockhaus színpadán játszottak a német Rage előzenekaraként.

### Az Undertaking utóélete
Killan György 1990 nyarán Kanadába disszidált, Jakab Viktor visszaköltözött Miskolcra, Esztári Imre pedig a zenélést is végleg befejezte. 
1991-ben Killan két demót is rögzített egymaga Undertaking név alatt. Az egyiken a V12BB4U néhány dalát dolgozta át, a másikon Bach teljes H-moll szvitjét adta elő, amelyből korábban a Badinerie tételt az Undertaking is játszotta. Később a rockgitározástól a flamenco felé fordult.
Dudich Ákos rockújságíró, és az együttes basszusgitárosa, Jakab Viktor hosszú anyaggyűjtés után 2017-ben megjelentették az Undertaking – Thrash metal Magyarországon a rendszerváltás idején című könyvet, melyben a zenekar egykori tagjain kívül rengeteg korábbi zenésztárs, barát, rajongó és fanzine-készítő eleveníti fel emlékeit a zenekarról, és Magyarország akkori underground zenei színteréről, mintegy 150 interjún, közel ötszáz oldalon keresztül.
A könyv CD-mellékletén helyet kapott a zenekar teljes V12BB4U demója, bónuszként pedig az Evil Dwarf című dal korabeli koncertfelvétele, valamint a korábban ki nem adott Diarrhea. A CD zeneanyagának újramaszterizálását Scheer „Max” Viktor végezte.

## Tagok
- Killan György – ének, gitár (1988-1989)
- Jakab Viktor – basszusgitár (1988-1989)
- Esztári Imre – dobok (1988-1989)

## Diszkográfia
- 1989 – V12BB4U (demo)
- 1989 – Garázs-válogatás (a The Runner c. dal)
- 2017 – V12BB4U (remastered + bónusz)